# Кондура
Коднура, брод дужине 7-8 метара, нема кобилицу већ се уместо кобилице на кондурама налазе две гредице које теку паралелно са дном брода, а спојене су споља у ребра преко оплате. Намена ових гредица може се претпоставити на темељу конструкције брода односно његове крме, која је јако плитка и слична крми грчких бродова. Плиткоћа крме и те две паралелне гредице доказ су извлачења кондура крмом на копно када нису биле у употреби. Тако су у свако време биле спремне за покрет у случају потребе. Посада је се кретала око двадесеторо људи.
Бродови по своме облику спадају у уске бродове, те су се користили као брзе весларице, а у случају повољног ветра подизало би се четвртасто једро и тада се функција паралелних гредица на дну мења и оне постају стабилизатори брода. Заједно са славном Сагеном главно су пловило Хрвата и Неретвљанских Срба.